# Antigone fille de Laomédon
Pour les articles homonymes, voir Antigone.
Dans la mythologie grecque, Antigone (en grec ancien Ἀντιγόνη / Antigónê) est la fille de Laomédon, roi de Troie.
Pour avoir osé comparer sa propre beauté à celle d'Héra, elle vit ses cheveux changés en serpents[réf. nécessaire]. Héra la métamorphose en cigogne ; depuis, les cigognes mangent les serpents.

## Source
- Ovide, Métamorphoses [détail des éditions] [lire en ligne] (VI, 93-97).